# 前鬼・後鬼

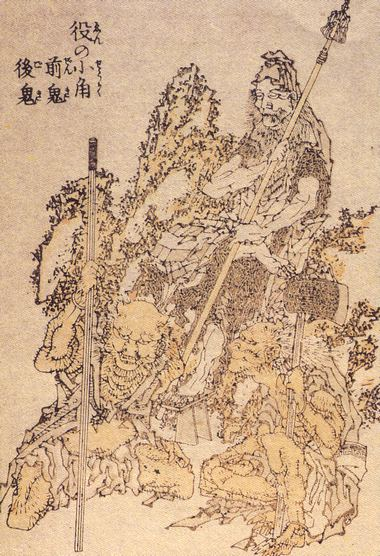
葛飾北斎『北斎漫画』より、役小角（右上）、前鬼（右下）、後鬼（左下）

前鬼・後鬼（ぜんき・ごき）は、修験道の開祖である役小角が従えていたとされる夫婦の鬼。前鬼が夫、後鬼が妻である。
役小角を表した彫像や絵画には、しばしば（必ずではないが）前鬼と後鬼が左右に従う形で表されている。役小角よりは一回り小さい小鬼の姿をしていることが多い。

## 概要
名は善童鬼（ぜんどうき）と妙童鬼（みょうどうき）とも称する。前鬼の名は義覚（ぎかく）または義学（ぎがく）、後鬼の名は義玄（ぎげん）または義賢（ぎけん）ともいう。
役小角の式神であったともいい、役小角の弟子とされる（実在性および実際の関係は不明）義覚・義玄と同一視されることもある。
夫の前鬼は陰陽の陽を表す赤鬼で鉄斧を手にし、その名の通り役小角の前を進み道を切り開く。笈を背負っていることが多い。現在の奈良県吉野郡下北山村出身とされる。
妻の後鬼は、陰を表す青鬼（青緑にも描かれる）で、理水（霊力のある水）が入った水瓶を手にし、種を入れた笈を背負っていることが多い。現在の奈良県吉野郡天川村出身とされる。
前鬼と後鬼は阿吽の関係である。本来は、陰陽から考えても、前鬼が阿（口を開いている）で後鬼が吽（口を閉じている）だが、逆とされることもある。

## 伝承
元は生駒山地に住み、人に災いをなしていた。役小角は、彼らを不動明王の秘法で捕縛した。あるいは、彼らの5人の子供の末子を鉄釜に隠し、彼らに子供を殺された親の悲しみを訴えた。2人は改心し、役小角に従うようになった。義覚（義学）・義玄（義賢）の名はこのとき役小角が与えた名である。彼らが捕らえられた山は鬼取山または鬼取嶽と呼ばれ、現在の生駒市鬼取町にある。
なお、静岡県小山町須走にも、役小角が前鬼と後鬼を調伏し従えたとする伝説がある。千葉県銚子市には、江戸時代に生駒の鬼取山鶴林寺に巡礼した渡邊郎衛門という人物が千葉高神村に帰郷後、前鬼を祀って信仰した山があり前鬼山（御前鬼山）と呼ばれた。
修験道の霊峰である大峰山麓の、現在の下北山村前鬼に住んだとされ、この地には2人のものとされる墓もある。また、この地で（生駒山のエピソードと時間順序が矛盾するが）、5人の子を作ったという。
さらに、前鬼は後に天狗となり、日本八天狗や四十八天狗の一尊である大峰山前鬼坊（那智滝本前鬼坊）になったともされている。

## 五鬼
前鬼と後鬼の5人の子は、五鬼（ごき）または五坊（ごぼう）と呼ばれた。名は真義、義継、義上、義達、義元。彼らは役小角の五大弟子と言われる義覚、義玄、義真、寿玄、芳玄と同一視されることもある（ただし、義覚・義玄は前鬼・後鬼と同一視される弟子と同一人物）。
彼らは下北山村前鬼に修行者のための宿坊を開き、それぞれ行者坊、森本坊、中之坊、小仲坊、不動坊を屋号とした。またそれぞれ、五鬼継（ごきつぐ）、五鬼熊（ごきくま）、五鬼上（ごきじょう）、五鬼助（ごきじょ）、五鬼童（ごきどう）の5家の祖となった。5家は互いに婚姻関係を持ちながら宿坊を続け、5家の男子は代々名前に義の文字を持った。
ただし、明治初めの廃仏毀釈、特に1872年の修験道禁止令により修験道が衰退すると、五鬼熊、五鬼上、五鬼童の3家は廃業し里を出、五鬼継家は1960年代に廃業、五鬼継61代目義文は和歌山県で社会福祉協議会向けの会計ソフトウェア会社を経営。五鬼上の子孫は首都圏や関西、海外に分散しており、五鬼上堅磐は最高裁判事を務めた。小仲坊の五鬼助家のみが今も宿坊を開き、2018年現在は61代目の五鬼助義之（1943年 - ）が当主となっている。